# Synodontis macrops
Synodontis macrops är en fiskart som beskrevs av Greenwood, 1963. Synodontis macrops ingår i släktet Synodontis och familjen Mochokidae. IUCN kategoriserar arten globalt som sårbar. Inga underarter finns listade i Catalogue of Life.